# Confessioni di un artista di merda
Confessioni di un artista di merda (Confessions of a Crap Artist) è un romanzo di Philip K. Dick scritto nel 1959 e pubblicato nel 1976.
Appartiene ai romanzi non di fantascienza (mainstream) dello scrittore statunitense ed è l'unico di questi a non essere stato pubblicato postumo.
Dal romanzo è stato tratto un film francese, Confessions d'un Barjo (1992), che riprende fedelmente la trama e i personaggi (Barjo è un termine gergale che significa "scemo del villaggio").

## Trama
San Francisco, alla fine degli anni cinquanta.
Jack Isidore, arrestato per furto di cioccolatini, va a vivere a Drake's Landing con la sorella Fay e il cognato Charley Hume. Jack è uno spostato che crede negli UFO e in altri fenomeni soprannaturali, e s'intuisce che ha qualche problema mentale. Gli Hume fanno amicizia con una coppia più giovane, Nat e Gwen Anteil.
Charley viene costretto dalla moglie a comprare degli assorbenti, cosa che lo manda su tutte le furie (siamo nell'America puritana degli anni cinquanta) e lo porta a picchiare la donna, ma viene colpito da un infarto e ricoverato in ospedale. Fay intreccia una relazione con Nat; Jack lo rivela a Charley e sparge la notizia della tresca in tutto il vicinato. Charley, che ha già deciso di uccidere la moglie, non si oppone alla relazione.
Jack nel frattempo entra in contatto con un gruppo di svitati che - come lui - credono negli UFO, nella telepatia e nelle percezioni extrasensoriali; questi ultimi gli rivelano che il mondo finirà il 23 aprile 1959.
Charley ammazza gli animali di Fay e alla fine si suicida. Nel suo testamento metà della casa viene assegnata a Jack e Fay lo rifonde del valore dell'immobile pur di toglierselo di torno. Nat divorzia da Gwen e va a vivere con Fay. Il mondo non finisce e a questo punto Jack si rende conto di avere bisogno di cure psichiatriche.

## Edizioni
- Philip K. Dick, Confessions of a Crap Artist, Entwhistle Books, 1975,  p. 171.
- Philip K. Dick, Confessioni di un artista di merda, collana Estremi n° 1, Fanucci, 1996.
- Philip K. Dick, Confessioni di un artista di merda, collana Collezione Dick n° 10, Fanucci, 2002,  p. 288.
- Philip K. Dick, Confessioni di un artista di merda, collana Collezione Dick, Fanucci, 2007,  p. 256. Edizione speciale venticinquesimo anniversario.